# Jacques Vaché
Jacques Pierre Vaché (Lorient, 7 de setembro de 1895 — Nantes, 6 de janeiro de 1919) foi um escritor e desenhista francês, que deixou como única obra escrita uma série de cartas, alguns textos e desenhos. 

## Carreira
Sua personalidade exerceu uma profunda influência sobre os surrealistas e, em particular, sobre André Breton, seu amigo e fundador do surrealismo, o qual escreveu:
"En littérature, je me suis successivement épris de Rimbaud, de Jarry, d'Apollinaire, de Nouveau, de Lautréamont, mais c'est à Jacques Vaché que je dois le plus"
("Na literatura, fui sucessivamente arrebatado por Rimbaud, por Jarry, por Apollinaire, por Nouveau, por Lautréamont, mas é Jacques Vaché a quem devo mais")
Morreu em um quarto de hotel em Nantes em 6 de janeiro de 1919 de uma overdose de ópio. Ao lado dele estava o corpo nu de outro soldado francês. Ele era conhecido por sua indiferença e por usar um monóculo.

## Obras publicadas em português
- Cartas de Guerra, (Correspondência para André Breton, Louis Aragon e Théodore Fraenkel), Tradução e notas de Diogo Cardoso. Testemunhos poéticos: André Breton, Louis Aragon, Paul Nougé. Marcus Rogério Salgado, Elvio Fernandes. Posfácio de Georges Sebbag. Ilustrações do autor, Alex Januário e Beeau Goméz. São Paulo, Edições, 100/cabeças, 2021. ISBN 9786587451039

## Obras
- Lettres de guerre (1914-1918), editado e apresentado por Patrice Allain e Thomas Guillemin, prefácio de Patrice Allain, Paris, Gallimard, col. "Blanche", 2018, 480 p. (ISBN 9782070417865) Primeira edição de todas as cartas escritas por Jacques Vaché à sua família e amigos durante a guerra (158, 23 das quais são completamente inéditas).
- Soixante-dix-neuf Lettres de guerre, apresentado por Georges Sebbag, Paris, Jean-Michel Place, 1989
- Quarante-trois Lettres de guerre à Jeanne Derrien, apresentadas por Georges Sebbag, Paris, Jean-Michel Place, 1991
- Le Sanglant symbole, conto de Jean-Michel Strogoff, publicado em "A Revolução Surrealista" nº 2, 15 de janeiro de 1925, reimpresso na edição de Éric Losfeld de "Lettres de guerre" em 1970
- Les Solennels, com Jean Sarment, textos e desenhos inéditos, edição e prefácio de Patrice Allain, Paris, Éditions Dilecta, 2007 (ISBN 978-2-916275208)
- En route, mauvaise troupe,  jornal escolar escrito por Jean Bellemère, Pierre Bissérié, Eugène Hublet e Jacques Vaché, prefácio de Gilles Lucas, éditions Le Chien Rouge, 2006 (ISBN 2-916542-01-9)
- Dans le Sillage du Météore Désinvolte, Lettres de guerre (1914-1919), editado e prefaciado por Philippe Pigeard, Paris XIXe, Points, col. "Poésie", 2021, 208 p. (ISBN 978-2757884560)